# The Terminal
The Terminal (bra: O Terminal; prt: Terminal de Aeroporto) é um filme americano de 2004 dirigido por Steven Spielberg e Tom Hanks interpreta o papel principal. O roteiro foi escrito por Sacha Gervasi e Jeff Nathanson, baseado numa história de Andrew Niccol e Gervasi. Conta a história de um homem preso num terminal de aeroporto, por ter sua entrada nos Estados Unidos negada e, também, não poder retornar ao seu país de origem, a fictícia Krakozhia, devido a uma revolução.[carece de fontes?]

## Enredo
Viktor Navorski, um viajante de Krakozhia, chega ao Aeroporto Internacional John F. Kennedy, em Nova Iorque, e descobre que ocorreu um golpe de Estado no seu país enquanto ele estava no ar. Os Estados Unidos não reconhecem o novo governo de Krakozhia, tornando o passaporte de Viktor inválido e deixando-o impossibilitado de entrar nos Estados Unidos ou retornar a Krakozhia. A Alfândega e Proteção de Fronteiras dos Estados Unidos apreende seu passaporte e passagem de volta, enquanto aguarda a resolução da questão, deixando-o preso no aeroporto com apenas sua bagagem e uma lata de amendoim Planters em sua posse.
Frank Dixon, o comissário interino do aeroporto, instrui Viktor a permanecer na sala de trânsito até que a questão seja resolvida, mas ele fica determinado a fazer de Viktor um problema de outra pessoa. Ele tenta convencer Viktor a sair ilegalmente, ordenando que os guardas se afastem da saída por cinco minutos, mas não consegue. Dixon então tenta persuadir Viktor a pedir asilo, mas Viktor recusa, pois não tem medo de voltar para seu próprio país.
Viktor encontra um portão em reforma e faz dele sua casa. Considerado para uma promoção, Dixon fica cada vez mais obcecado em se livrar de Viktor. Enquanto isso, Viktor começa a ler guias turísticos para aprender inglês.
Ele tem encontros repetidos com Gupta Rajan, um zelador idoso mal-humorado, com quem lentamente forma um vínculo. Ele também faz amizade com Joe Mulroy, um bagageiro que joga pôquer, apostando itens de bagagem perdidos. Enrique Cruz, um motorista de caminhão de serviços de alimentação, fornece refeições gratuitas a Viktor em troca de ajudá-lo a conquistar Dolores Torres, uma oficial de imigração com quem Viktor fez amizade.
Viktor demonstra habilidade em trabalhos de construção ao reformar uma parede em um terminal em reforma. Os empreiteiros do aeroporto presumem que ele é um funcionário e o pagam por baixo dos panos. Ele também começa um relacionamento com Amelia, uma comissária de bordo que também está envolvida com um funcionário público casado.
Durante uma visita de seus superiores, Dixon pede a ajuda de Viktor para se comunicar com um russo que está tentando desesperadamente levar remédios para seu pai moribundo. Dixon está determinado a recusar o pedido do homem por causa de um problema burocrático, mas Viktor ajuda o jovem a contornar as regras, irritando e envergonhando Dixon, que ameaça Viktor e diz que nunca permitirá que ele entre nos Estados Unidos. Este incidente é testemunhado pelos superiores de Dixon, que lhe lançam um olhar de desprezo antes de partirem, enquanto Viktor se torna uma lenda entre os funcionários do terminal por ajudar o homem e enfrentar Dixon.
Dixon detém Amelia e a interroga sobre Viktor. Amelia, que percebe que Viktor não foi totalmente sincero, confronta-o em sua casa improvisada, onde ele lhe mostra que a lata de amendoim Planters contém uma cópia da fotografia A Great Day in Harlem. Seu falecido pai era um entusiasta do jazz que descobriu a foto em um jornal húngaro em 1958 e prometeu coletar os autógrafos de todos os 57 músicos retratados nela, todos os quais estão na lata com a fotografia. Ele morreu precisando apenas do autógrafo do saxofonista tenor Benny Golson, e Viktor foi para Nova Iorque para obtê-lo. Depois de ouvir a história, Amelia beija Viktor.
Nove meses após sua chegada, Viktor descobre que a guerra em Krakozhia terminou. Amelia revela que seu namorado casado conseguiu um visto de emergência de um dia para Viktor, para que ele possa realizar seu sonho, mas que ela também reacendeu o relacionamento.
Quando ele apresenta o visto de emergência na alfândega, Viktor é informado de que Dixon deve assiná-lo. No entanto, como o passaporte de Viktor agora é válido novamente, Dixon está determinado a deportá-lo de volta para Krakozhia. Ele avisa Viktor que, se ele não voltar para casa imediatamente, processará seus amigos no aeroporto por suas atividades ilegais, sendo a mais grave a deportação de Gupta de volta para a Índia para enfrentar uma acusação de agressão a um policial corrupto. Viktor finalmente concorda em voltar para casa, mas Gupta atrasa o avião correndo na frente dele e é levado sob custódia.
Encorajado pelas ações de seu amigo, Viktor decide deixar o aeroporto. Vários funcionários do aeroporto correm para se despedir, mas Dixon ordena que seus policiais parem Viktor na saída, onde, desiludidos com Dixon, eles o deixam partir. Dixon chega ao ponto de táxi momentos depois de Viktor ter partido, mas muda de ideia e diz a seus policiais para lidarem com os viajantes que chegam, em vez de se envolverem em uma perseguição. Viktor chega ao hotel onde Golson está se apresentando e finalmente consegue o último autógrafo, depois pega um táxi de volta ao aeroporto para voltar para casa.

## Elenco principal
- Tom Hanks como Viktor Navorski
- Catherine Zeta-Jones como Amelia Warren
- Stanley Tucci como  Frank Dixon
- Zoe Saldana como Torres
- Diego Luna como  Enrique Cruz
- Barry Shabaka Henley como  Thurman
- Kumar Pallana como  Gupta Rajan
- Chi McBride como Mulroy

## Recepção
No agregador de críticas dos Estados Unidos, o Rotten Tomatoes, na pontuação onde a equipe do site categoriza as opiniões da  grande mídia e da mídia independente apenas como positivas ou negativas, o filme tem um índice de aprovação de 61% calculado com base em 207 comentários dos críticos. Por comparação, com as mesmas opiniões sendo calculadas usando uma média aritmética ponderada, a nota alcançada é 6,2/10 que é seguida do consenso dizendo que "transcende suas falhas através da pura virtude de sua mensagem agradável ao público e uma virada de estrela tipicamente sólida de Tom Hanks."
Em outro agregador de críticas também dos Estados Unidos, o Metacritic, que calcula as notas das opiniões usando somente uma média aritmética ponderada de determinados veículos de comunicação em maior parte da grande mídia, o filme tem uma pontuação de 55 entre 100, alcançada com base em 41 avaliações da imprensa anexadas no site, com a indicação de "revisões mistas ou neutras".